# Lucki Autógyár
A Lucki Autógyár, röviden LuAZ (ukránul: ЛуАЗ – Луцький автомобільний завод, magyar átírásban: Luckij Avtomobilnij Zavod), 1959–1967 között Lucki Gépgyár (röviden: LuMZ) szovjet majd ukrán autógyár volt Luckban. Mint autógyár 1955-ben kezdte meg a működését. Az első évtizedekben speciális felépítésű tehergépkocsikat (műhelykocsikat, hűtőkocsikat), majd később kis méretű terepjáró gépkocsikat gyártott. 1975-ben az AvtoZAZ termelési egyesülés része lett. 2002-ben csődbe ment. 2005-től a gyárban autóbuszok és trolibuszok összeszerelése folyik. Az egykori autógyár 2009-től a cserkaszi székhelyű Bohdan vállalat 1. sz. autó-összeszerelő üzemeként működött. Ebben az évben megszűnt a LuAZ márkanév, az ott gyártott járművek a Bohdan márkanevet használták. 2021-ben csődeljárás indult a Bohdan céggel szemben, ennek eredményeként a lucki gyárat 2024 augusztusában árverés keretében értékesítették egy ingatlanfejlesztő cégnek.

## Története

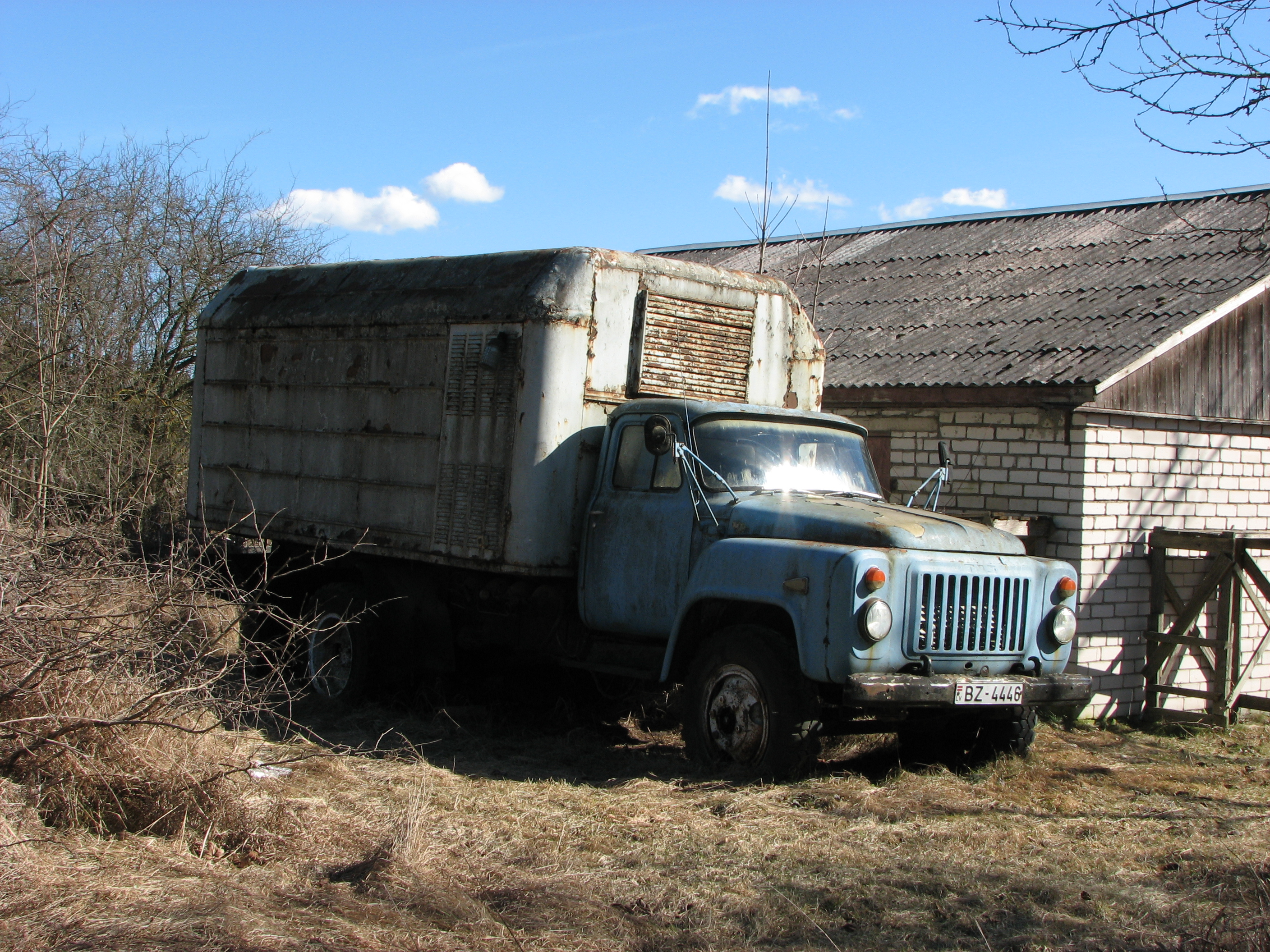
LuMZ–890B hűtőgépkocsi GAZ–63 alvázon

### A kezdeti időszak
1949. január 2-n jelent meg az Ukrán SZSZK Minisztertanácsának rendelete a mezőgazdasági minisztérium alá tartozó javítóműhelyek átszervezéséről. Ez alapján kezdődött el Luckban több helyi javítóműhely összevonásával egy járműjavító üzem létrehozása 1951-ben. 1955 októberében a javítóüzemben elkezdték a GAZ–51 és GAZ–63 tehergépkocsikhoz gyártását és pótalkatrészeket is gyártottak ezekhez a járművekhez. Ekkor a műhely 238 embert foglalkoztatott.
1959-ben a Lucki Autójavító Üzemet átnevezték Lucki Gépgyárrá (LuMZ). A gépgyártó üzem első terméke a LuMZ–825 típusú pótkocsis mozgóbolt, amely a Pavlovói Autóbuszgyár PAZ–742 kéttengelyes pótkocsiján alapult. A pótkocsit eredetileg a PAZ gyártotta, de az ottani gyártókapacitás elégtelensége miatt a gyártást áthelyezték a Lvivi Autóbuszgyárhoz (LAZ), és mellette a lucki üzem is gyártotta.
Később a LuAZ elkezdte a GAZ–51 tehergépkocsi alvázán alapuló, a mezőgazdasági eszközök javításához szolgáló GOSZNITI–2 (MPR–817) műhelykocsik gyártását. Az 1960-as évek első felében többféle hűtőgépkocsit állított elő a LuMZ. 1964-1965-ben készült Luckban a Moszkvics-463 furgonon alapuló LuMZ–945 hűtőgépkocsi. 1965-től gyártották az UAZ–451 és UAZ–451M tehergépkocsikon alapuló LuMZ–946 hűtőgépkocsit. 1961-től gyártotta a LuMZ a ZiL–164A tehergépkocsi alvázán a LuMZ–890 hűtőkocsit (évente 250 darabot), majd ezt 1965-től ennek a modernizált változata, a LuMZ–890B követte, amely azonban már a ZiL–130 tehergépkocsin alapult. A szintén Luckban gyártott LuMZ–3720 és LuMZ–37031 műhelykocsik a GAZ–53A alvázára készültek. A LuMZ gyártott vonatott hűtőkocsikat is. A LuMZ–853B az IAPZ–754B pótkocsira épült, míg a LuAZ–8930 a GKB–819-es pótkocsin alapult. 1979-ig folyt a lucki üzemben a hűtőkocsik gyártása, amikor ezt a tevékenységet átadták egy Brajnkában, a Luhanszki területen található gépgyárnak.

### A könnyű terepjárók gyártása
Még az 1950-es évek végén a Központi Autó- és Járműipari Tudományos Kutatóintézet (NAMI) kezdte el egy kis méretű, elsősorban mezőgazdasági felhasználásra szánt terepjáró fejlesztését NAMI–049 Ogonyok néven. Ebből az 1960-as évek elején a zaporizzsjai Kommunar Autógyár (ZAZ) készített ipari előállításra alkalmas modellt, egy összkerék-meghajtású, a Melitopoli Motorgyár (MeMZ) 30 LE-s MeMZ–969 motorral felszerelt, növelt terepjáró-képességű kisteherszállító járművet. A hajtott hátsó híd ipari gyártásának indulása csúszott, ezért ideiglenesen csak elsőkerék-hajtással készültek el a prototípusok és a nullszéria ZAZ–969V jelzéssel. A Zaporizzsjai Autógyár kapacitásait lekötötte a ZAZ–965 és ZAZ–966-os modellek gyártása, ezért a terepjáró kisteherszállító gyártási dokumentációját a lucki gyár kapta, ahol 1965-ben elkészültek a jármű első prototípusai, majd 1965-ben az üzemben egy 250 db-os előszéria is készült a járműből. 1966-től 1972-ig gyártották ZAZ–969V, LuMZ–969V, később LuAZ–969V típusjelzéssel. A gépkocsi egy egész járműcsalád, a LuAZ–969 sorozat alapja lett, amelyet többféle változatban 2002-ig gyártottak. A modernizált változatok a LuAZ–969A, majd a LuAZ–969M típusjelzést kapták.
A gyárat 1967. december 11-n a Szovjetunió Gépjárműipari Minisztériumának rendelete alapján Lucki Autógyárra nevezték át (röviden: LuAZ).
1967-ben kezdődött el a lucki üzemben a Szovjet Hadsereg Légideszant-csapatainak igényeinek megfelelően egy harctéri használatra szánt, sebesültszállításra és teherszállításra alkalmas, kis méretű és mozgékony, úszóképes terepjáró gépkocsi gyártásának előkészítése. A jármű fejlesztése hasonló utat járt be, mint a ZAZ–969/LuAZ–969 fejlesztése. A koreai háború tapasztalatai alapján az 1950-es évek második felében kezdték el fejleszteni a járművet NAMI–032M jelzéssel. A munkálatok a Zaporizzsjai Autógyárban folytatódtak, és 1965-ben a ZAZ a NAMI–032M alapján elkészített egy ipari gyártásra alkalmas prototípust, a ZAZ–967-t, majd az ottani gyártókapacitások elégtelensége miatt további módosítások után 1967-ben átadta sorozatgyártásra a lucki gyárnak. A katonai idények miatt azonban további módosításokat kellett elvégezni, csak 1972-re készült el a gyártásra alkalmas modell, a LuAZ–969M. A gyártóüzem felszerszámozása további hosszabb időt vett igénybe, így a modell tényleges sorozatgyártása csak 1975-ben indulhatott el, és 1989-ig tartott.
1975-ben létrehozták az AvtoZAZ termelési egyesülést, amelynek a Lucki Autógyár is a része lett. Rajta kívül a Zaporizzsjai Autógyárat (ZAZ), a Melitopoli Motorgyárat (MeMZ), az Iljicsevszki Részegységek Gyára alkotta a termelési egyesülést, amelyet 1990-ben részvénytársasággá alakították (100%-os állami tulajdonrésszel). A lucki gyár 1982 szeptemberében készítettel el a százezredik járművét.
1988 januárjában a LuAZ elkezdte a a LuAZ–2403 könnyű repülőtéri csomagszállító gyártását, amely a LuAZ–969M módosított változata. A jármű aszfaltozott és betonburkolatú repülőtereken legfeljebb 3000 kg teher szállítására volt alkalmas a rakodófelületén és vontatott pótkocsikon. A modellt 2002-ig gyártották. Az 1990-es évek elején korszerűsítették a gyár alapmodelljét adó LuAZ–969M-t és új típusjelzést is kapott, LuAZ–1302-t. Ebbe már a Tavrija számára kifejlesztett MeMZ–245–201K folyadékhűtésű motort szerelték, módosították a jármű kormányművét, a fékrendszerét és a kerekekre már radiál abroncsot szereltek. Ennek a modellnek összkerékhajtású változata, a LuAZ–13021.

### Az 1990-es évek

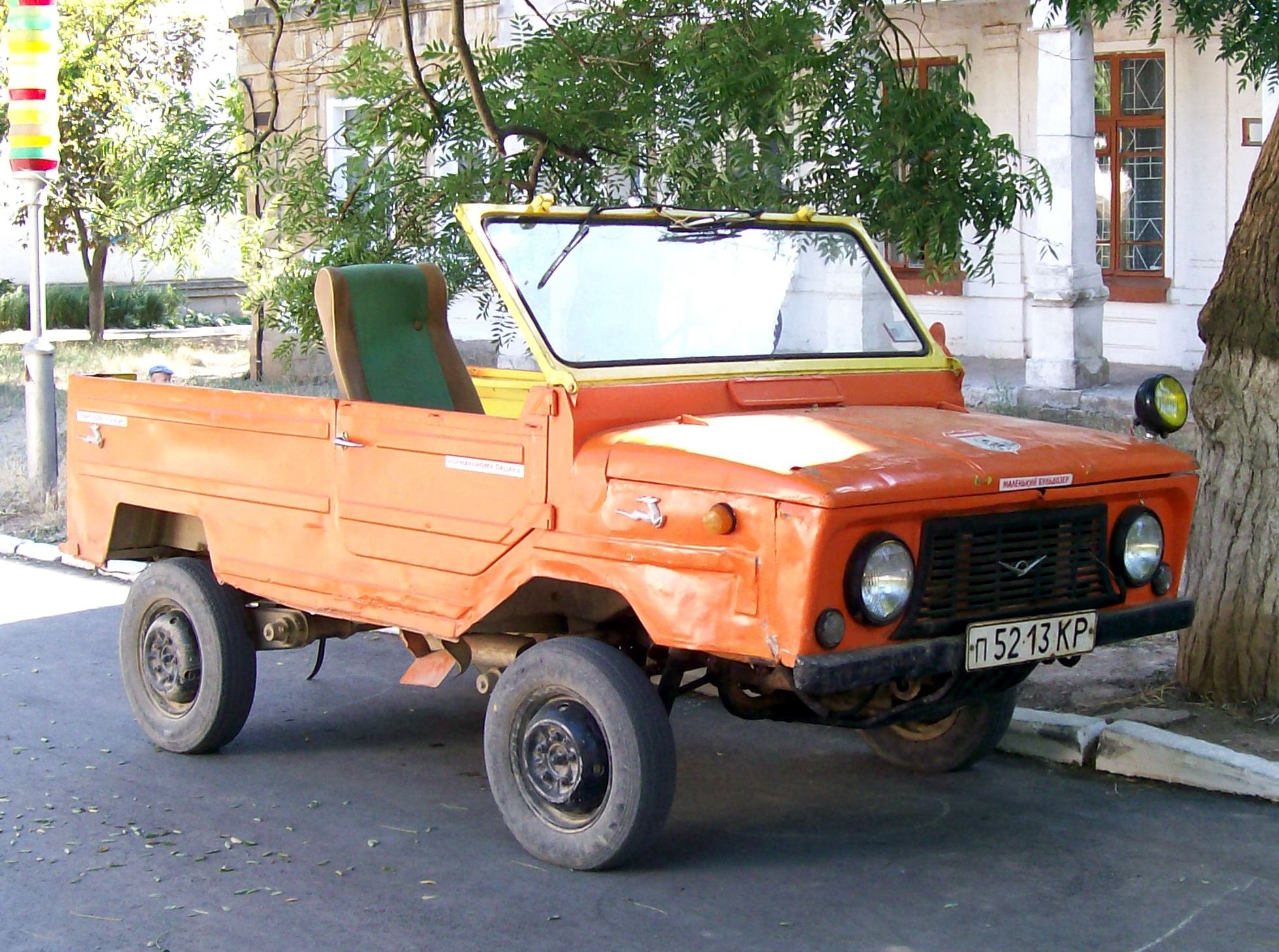
LuAZ–969

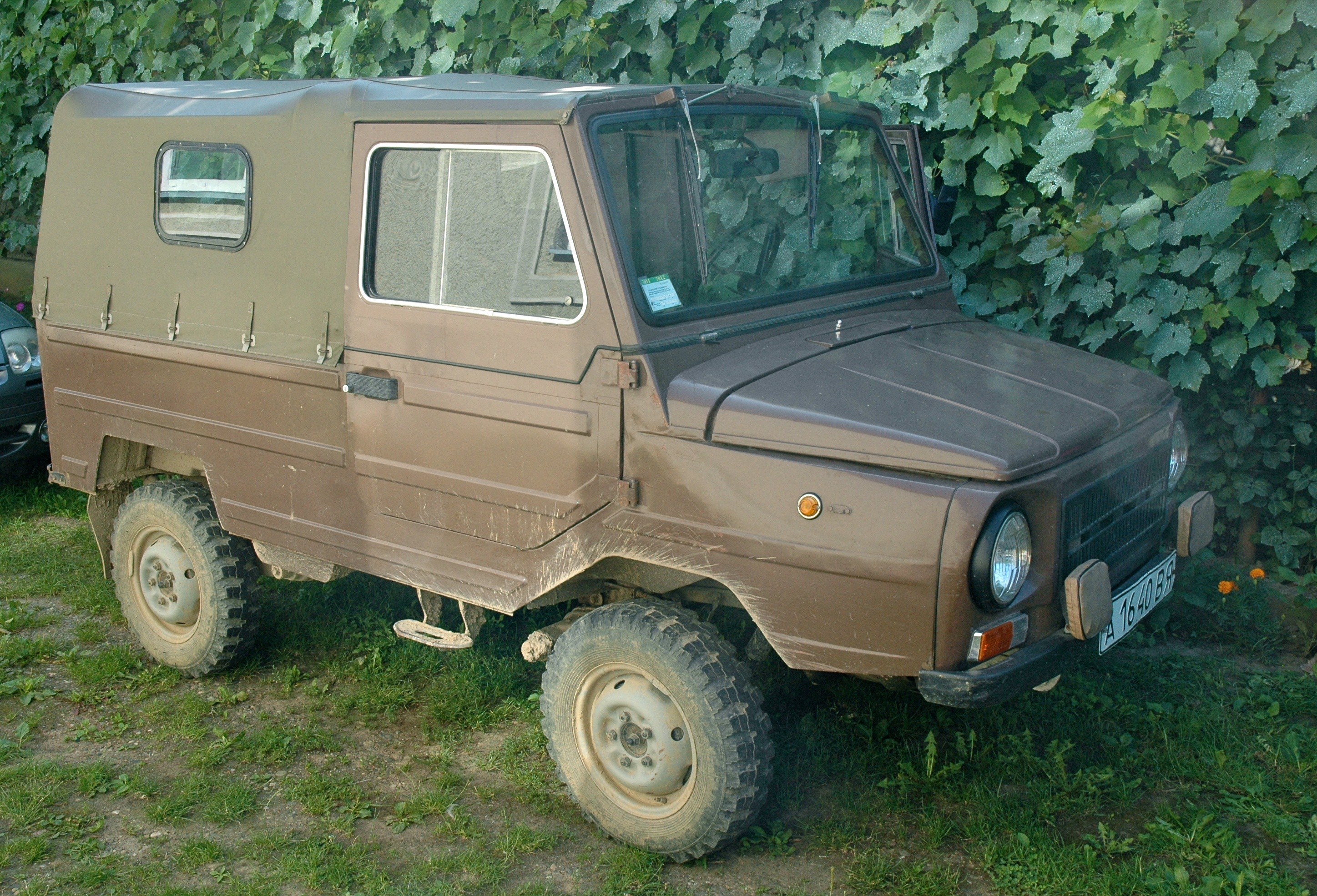
LuAZ–969M a kárpátaljai Benén

A gyár a történetének legnagyobb gyártási darabszámát 1990-ben érte el, ekkor egy év alatt 16 500 járművet állítottak elő. A Szovjetunió felbomlását követően, az 1990-es évek elejének gazdasági válsága miatt azonban az autógyár termelése visszaesett. Ebben jelentős szerepe volt az kelet-európai autópiac nyitottá válságának, a külföldről beáramló használt autók miatt az egykori szovjet modellek iránti kereslet lecsökkent. A LuAZ autók gyártása folyamatosan csökkent. 1991-ben még évi 16 ezer jármű készült, 1992-ben már csak évi 13 ezer, míg 1993-ban 11 ezer darabot gyártottak. Ebben az időszakban a fő gyártmány a LuAZ–1302-es modell volt, amelyen időközben a a furgon változatát is piacra dobták. 1999 volt a negatív rekord a gyár életében, abban az évben mindössze 27 darab autót gyártottak. 
Az 1990-es évek alapvetően az útkeresés időszaka volt a gyár életében. Ez vonatkozott egyrészt a vállalat tulajdonviszonyaira, másrészt a gyártmányok megújítására.
1993-ban az Ukrán Miniszteri Kabinet engedélyezte a Lucki Autógyár privatizációját. 1995-ben nyílt részvénytársasággá alakították, majd 2000-ben privatizációs pályázatot írt ki a kormány, amelyen a gyár részvényeinek meghatározó részét, 81%-t az 1993-ban alapított, Petro Porosenko későbbi ukrán elnökhöz köthető Ukrprominveszt csoport szerezte meg. Az új tulajdonossal elkezdték a gyár termelési profiljának átállítását, amelynek a célja a jármű-összeszerelő tevékenység kialakítása volt. 
2000-ben elkezdődött az orosz AvtoVAZ és az Uljanovszki Autógyár (UAZ) egyes modelljeinek az összeszerelése. A következő évben, 2001-ben 5909 VAZ (VAZ–2107, VAZ–2143, VAZ–21093 és VAZ–21099 modellek) és 1260 UAZ-t (UAZ–31512, UAZ–31514, UAZ–3160) szereltek össze a Lucki Autógyárban. A saját modellből, a LuAZ–1302-ből azonban mindössze 67 darabot gyártottak abban az évben, és 2002-ben be is szüntették a gyártását. 2003-ban elkezdődött az IzsAvto (2011-től Lada Izsevszk) Izs–2717–90 furgonjának az összeszerelése. Az összeszerelt VAZ és UAZ típusok mennyisége kis mértékben csökkent, és abban az évben néhány KIA és Isuzu tehergépkocsit is összeszerelt a gyár. Ebben az időszakban kísérlet történt a saját konstrukciójú könnyű terepjárók gyártásának megújítására. A 2002-ben a sorozatgyártásból kivont LuAZ–1302 helyett elkezdődött a műanyag karosszériás LuAZ–1301 gyártásának előkészítése. Ennek a modellnek a fejlesztése még az 1980-as évek első felében kezdődött, majd az évtized végére készültek el az első kísérleti példányok. 2003-ban egy 43 darabos kísérleti széria készült el. A jármű sorozatgyártásának elindítását 2004-re tervezték. 2006-ban azonban a gyár úgy döntött, hogy az időközben amúgy is elavult konstrukciójú modell bevezetésétől véglegesen eltekintenek.

### Autóbuszgyártás

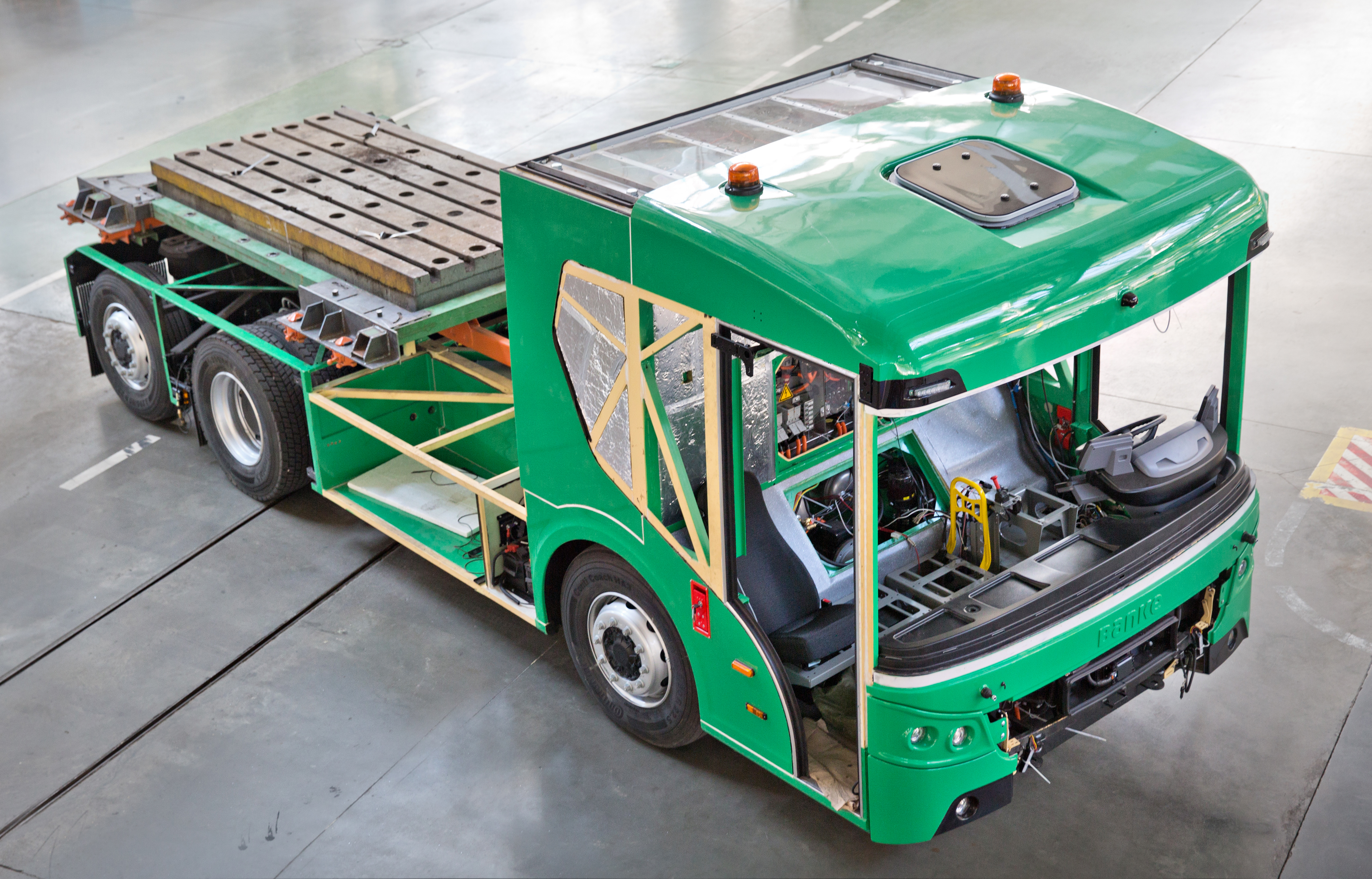
Az eRCV27 elektromos tehergépkocsi prototípusa 2018-ban

2005. február 22-n a Lucki Autógyár és további 19 ukrajnai járműgyártó és járműforgalmazó vállalat létrehozta a Bohdan Vállalatot (Korporacija Bohdan). Ezek közül négy cég rendelkezett gyártókapacitással, a Lucki Autógyár mellett a Cserkaszi Autóbuszgyár, a szintén Cserkasziban működő gyár és a Bohdan-Szpectehnyika. Ebben az évben a Lucki Autógyárban is elkezdődött a Bohdan autóbuszok gyártása, az első évben 35 darab készült az Isuzu alvázakra épített А066, А144 és А145 modellekből. A Bohdan márkájú, külföldi alvázra épített autóbuszok gyártását 1999-ben kezdte el a Cserkaszi Autóbuszgyár, a fejlesztési hátteret pedig a lvivi Ukravtobuszprom tervezőintézet jelentette, amely még 1965-ben vált ki a Lvivi Autóbuszgyárból (LAZ), és önálló, össz-szövetségi jelentőségű autóbusztervező irodaként (GSZKB) működött a szovjet időszakban.
2006-tól Hyundai alvázra is készültek buszok, ebben az évben kezdődött el az A06900 és A06921 autóbuszok gyártása. 2007-től a cserkaszi gyár mellett Luckban is készült a Bohdan E231 trolibusz, és ebben az évben jelent meg az A501-es alacsonypadlós városi autóbusz. 2008-ban újabb modellek bevezetése történt, elkezdődött a z A09202 városi autóbusz, az A06904 iskolabusz, az A60110 alacsonypadlós városi busz, valamint a T501.10 és T601.11 trolibuszok gyártása.
2009. december 26-tól a lucki gyár neve hivatalosan Bohdan Autógyár 1. sz. autó-összeszerelő üzeme lett. Ettől kezdve a Bohdan autóbuszai kizárólag Luckban készültek. A cserkaszi gyárban megszűnt a buszgyártás, ott csak tehergépkocsikat és katonai járműveket gyártottak a későbbiekben.
2013–2015 között a lucki gyár 38 darab T701.16 alacsonypadlós trolibuszt gyártott a lengyelországi Ursus Bus gyárral közösen Lublin számára. A Bohdan T701.10 trolibuszon alapuló jármű TAM vontatómotort és Cegelec gyártmányú vezérlőrendszert kapott.
A2018-ban mutatták be a lucki gyár és a dán Banke Electromotiv cég együttműködésében kifejlesztett, európai normáknak megfelelő eRCV27 típusú elektromos tehergépkocsi prototípusát. Az autóbuszgyártási technológián alapuló (rácsszerkezetű alváz és karosszéria) jármű lítium-vasfoszfát akkumulátorral rendelkezik, egy feltöltéssel 220 km-es hatótávolságot érhet el. A jármű sorozatgyártása azonban nem indult el.
2019-ben Kijev és Kremencsuk számára szállított a cég T901.17 típusú csuklós trolibuszokat, Harkivba pedig T701.17 típusú trolibuszokat gyártott a cég 2019–2021 között.
2019-től a Bohdan-Motors bevételei jelentősen csökkentek és pénzügyi nehézségek léptek fel a cégnél. Emiatt az egyik hitelező 2020 decemberében csődeljárás megindítására nyújtott be kérelmet egy dnyiprói bíróságon, amely 2021. július 6-i határozatával megindította a felszámolási eljárást. Az eljárás több évig elhúzódott. 2024 augusztusában árverésre bocsátották a cég lucki gyárának ingatlanjait, telephelyét, épületeit és berendezéseit.. A vállalat telephelyét és 17,7 hektáros telkét a 2024. augusztus 26-n megtartott átverésen 250 millió hrivnyáért vásárolta meg a lucki székhelyű Dream Town ingatlanfejlesztő cég. (Az árverésen a Modern autóbuszok – Szucsasznyi avtobuszi – nevű cég vett még részt, de az ajánlata 5 millió hrivnyával elmaradt a nyertes cégétől.)

## Gyártmányok

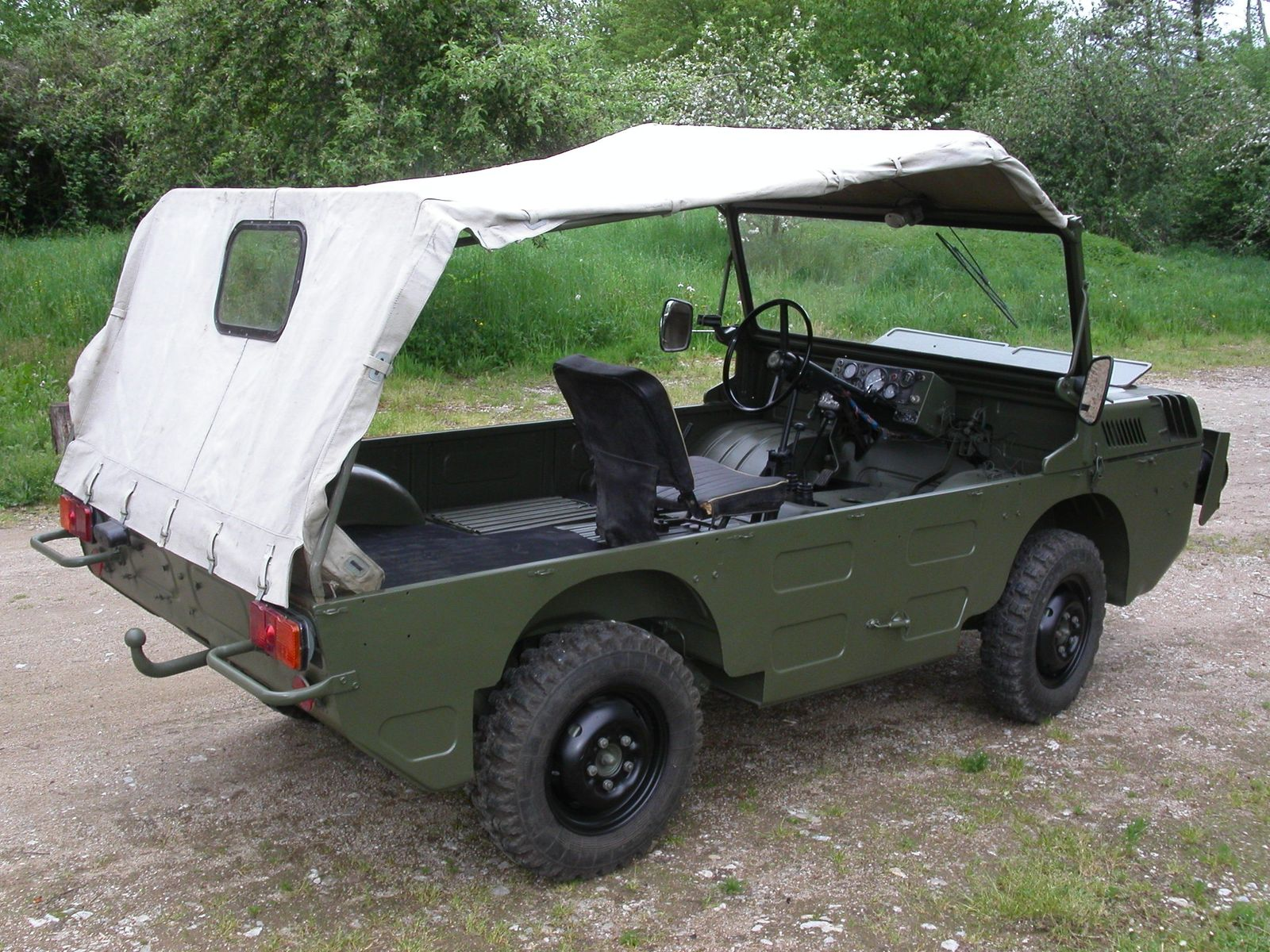
LuAZ–967

### LuMZ
- GOSZNITI–2 (1964–?)
- LuMZ–827
- LuMZ–890
- LuMZ–890Б
- LuMZ–943
- LuMZ–944
- LuMZ–945
- LuMZ–-946

### LuAZ
- LuAZ–967M (1975–1988)
- ZAZ–969V, LuMZ–969V, LuAZ–969V (1966–1969)
- ZAZ–969, LuAZ–969 (1970–1975)
- LuAZ–969A (1975–1979)
- LuAZ–969M (1979–1992)
- LuAZ–1302 (1992–2002)
- LuAZ–13021 (1991–2003)
- LuAZ–2403 (1979–1992)

### Bohdan

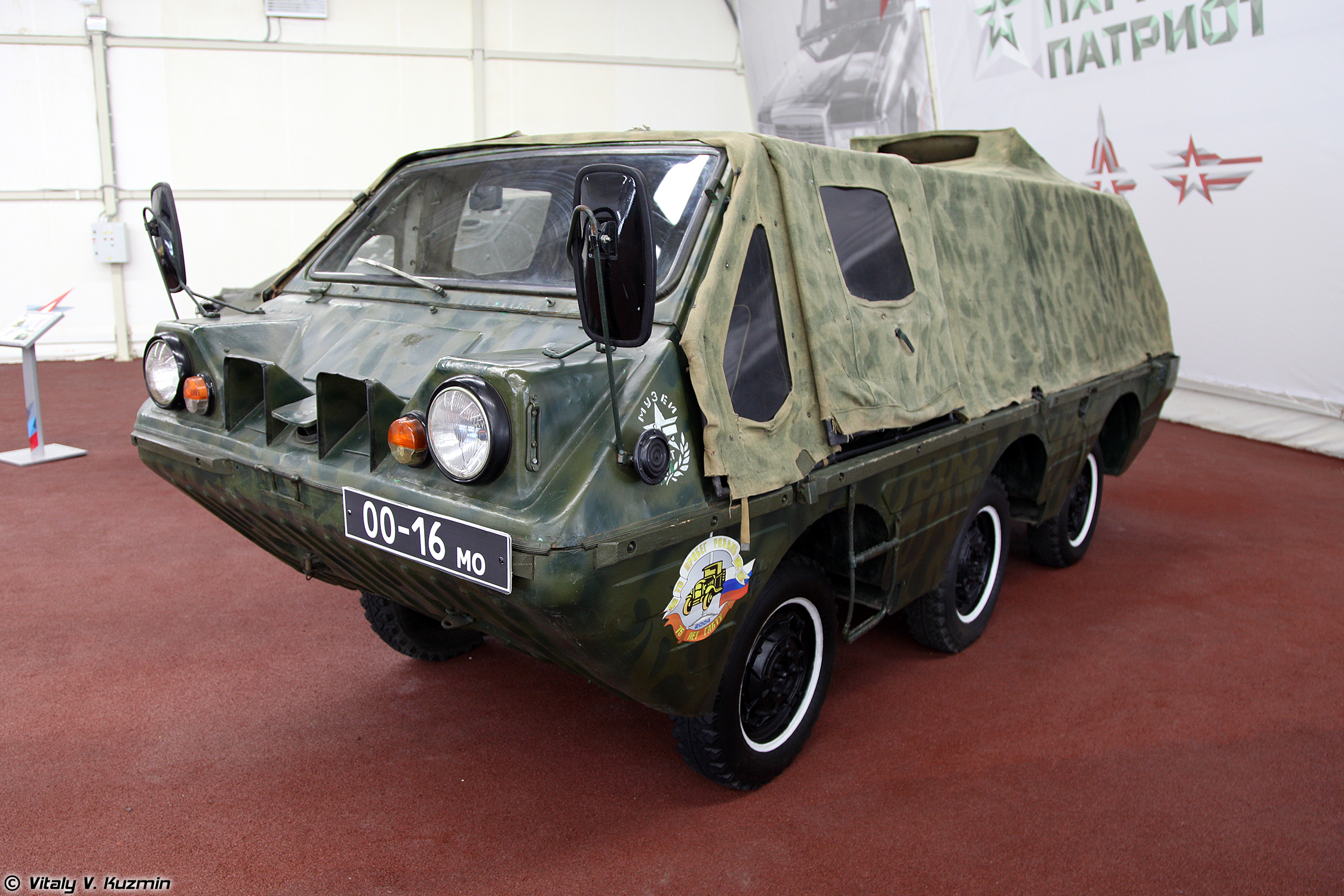
A különösen nehéz terepre szánt LuAZ–1901 Geolog

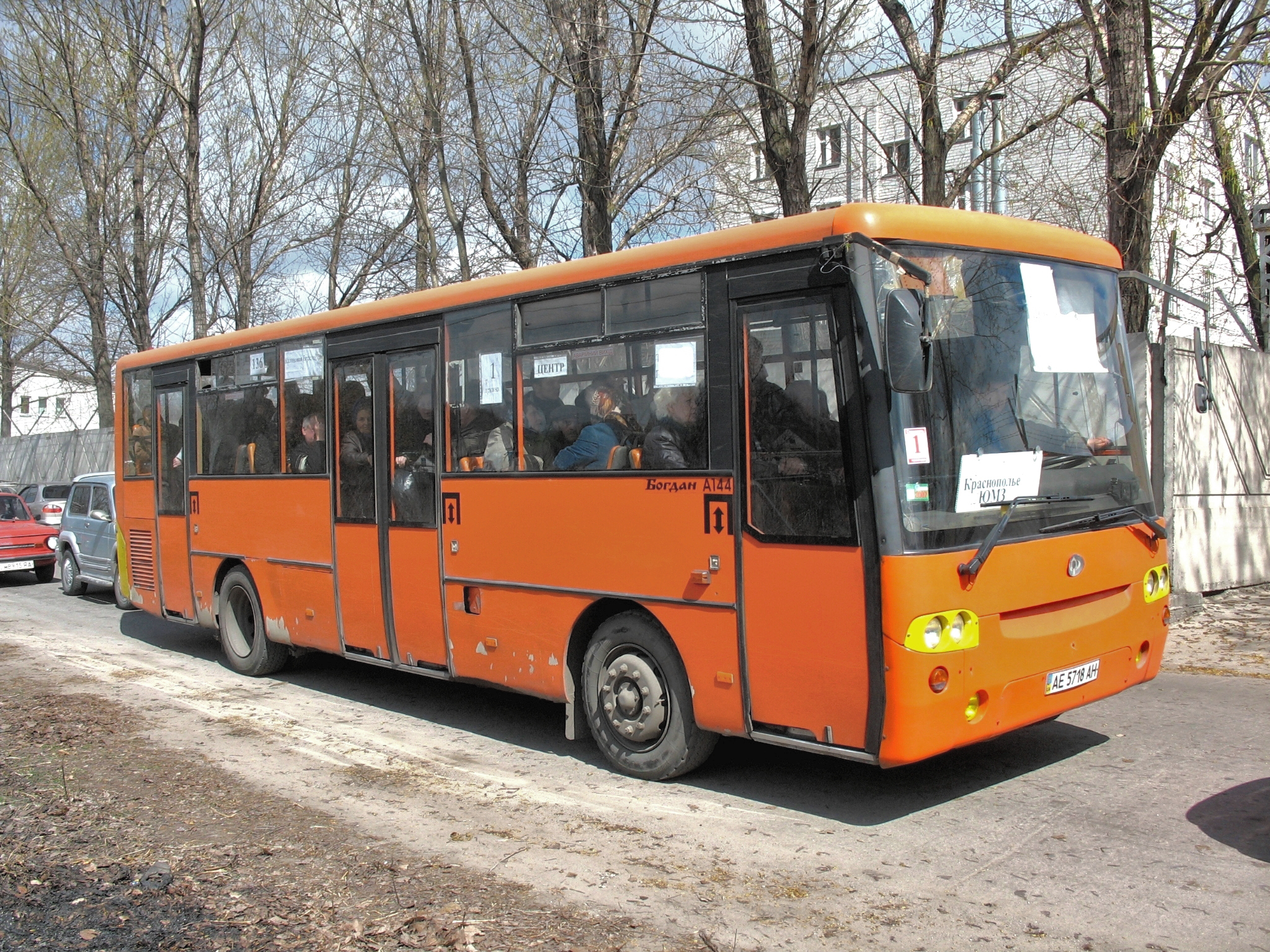
Bohdan A144 autóbusz, egyike az első Luckban gyártott autóbuszmodelleknek

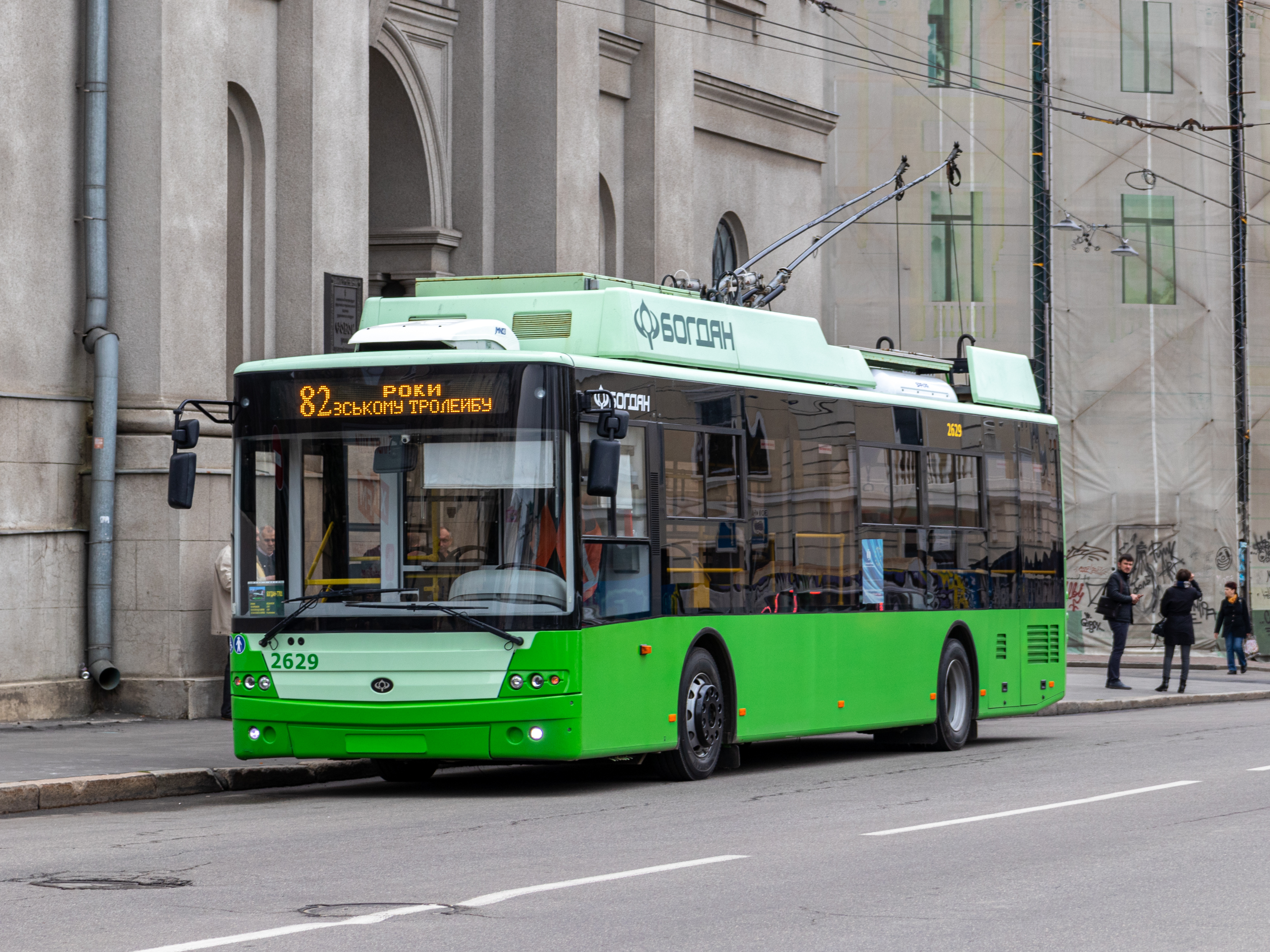
Bohdan T701.17 trolibusz Harkivban

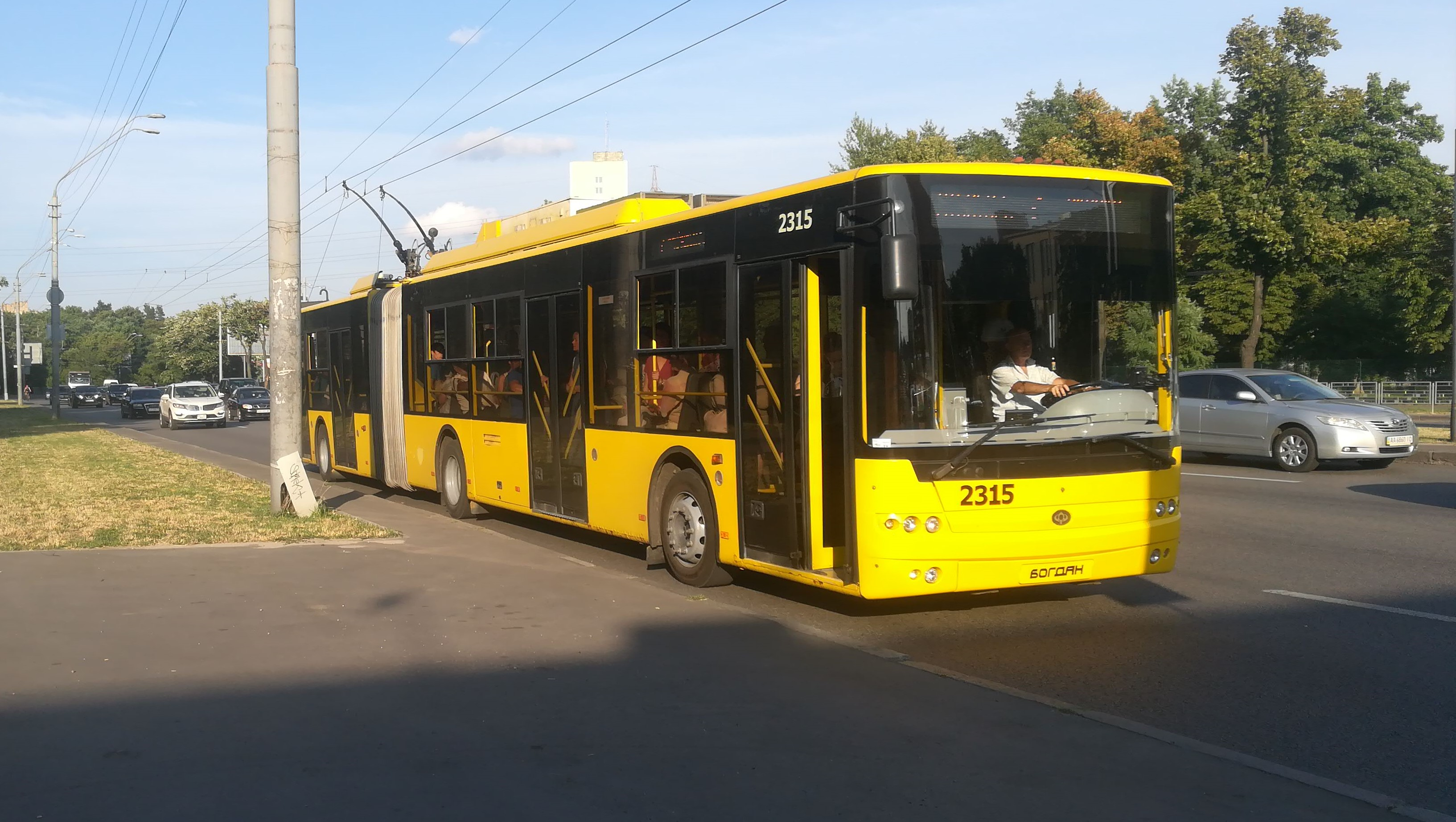
Bohdan T901.10 csuklós trolibusz Kijevben

- А066 (2005-től)
- А144 (2005-től)
- А145 (2005-től)
- A069, A06921 (2006-tól)
- E701.00 (2017-től)
- T701.16 (2017-től)
- A701.32 (2011-től)
- A221 (2009-től)
- A222 (2015-től)
- A224 (2016-tól)
- A14532 (2015-től)
- A14542 (2010-től)
- A601.10 (2008–2009)
- T601.11 (2008–2011)
- T701.17 (2011-től)
- T901 (2011-től)

### Kísérleti, vagy kis szériás járművek
- LuAZ–1901 Geolog (1975)
- LuAZ–13021–08 (1997)
- LuAZ–969 RSZZO (1992–2002)